# Кораблёв, Николай Александрович
Никола́й Алекса́ндрович Кораблёв (1947—2015) — советский и российский историк.

## Биография
Родился в семье педагога и краеведа Александра Федотовича Кораблёва (1906—1981), имя которого присвоено Пудожскому историко-краеведческому музею.
В 1965 году окончил среднюю школу № 1 в Сегеже, в 1969 году — историко-филологический факультет Петрозаводского государственного университета по специальности «история». В 1971 году, после службы в армии, стал аспирантом Карельского научного центра РАН по специальности «отечественная история».
С 1973 года — сотрудник Института языка, литературы и истории Карельского НЦ РАН. В 1980 году защитил кандидатскую диссертацию на тему «Социально-экономическая история Карельского Поморья во второй половине XIX века» в Ленинградском отделении Института истории СССР.

## Научные труды
Кораблёвым издано более 150 научных работ по истории Карелии и сопредельных регионов.
- Социально-экономическая история Карельского Поморья во второй половине XIX века. — Петрозаводск: Карелия, 1980. 127 с.
- Пудож. Историко-экономический очерк о городе и районе. — Петрозаводск: Карелия, 1983. 159 с.
- Олонецкие губернаторы и генерал-губернаторы: Биографический справочник. — Петрозаводск: Паритет, 2006. 100 с.; Изд. 2-е, испр. и доп.: Петрозаводск: Строительный стандарт, 2012. 139 с. (в соавт.)
- Городские головы Петрозаводска. 1778—1918 гг.: Биографический справочник. — Петрозаводск: Стандарт, 2008. 75 с. (в соавт.)
- Традиционные кустарные промыслы и ремесла Карелии. Вторая половина XIX — начало XX века. — Петрозаводск: Петропресс, 2009. 63 с.
- Предпринимательство в Карелии во второй половине XIX — начале XX века. — Петрозаводск: КарНЦ РАН, 2011. 266 с.

Автор более 120 статей в «Северной энциклопедии», «Большой российской энциклопедии» и энциклопедии «Карелия».